# La Barre-de-Monts
La Barre-de-Monts ist eine französische Gemeinde mit 2.356 Einwohnern (Stand: 1. Januar 2022) im Département Vendée in der Region Pays de la Loire. Sie gehört zum Arrondissement Les Sables-d’Olonne und zum Kanton Saint-Jean-de-Monts. Die Einwohner werden Barriens genannt.
Zur Gemeinde gehört der Badeort Fromentine.

## Geografie
La Barre-de-Monts liegt an der Atlantikküste an der Querung zur Île de Noirmoutier. Umgeben wird La Barre-de-Monts von den Nachbargemeinden Beauvoir-sur-Mer im Norden und Nordosten, Saint-Urbain im Osten, Sallertaine im Südosten, Saint-Jean-de-Monts und Notre-Dame-de-Monts im Süden sowie Barbâtre im Nordwesten (auf der Île de Noirmoutier).

## Bevölkerungsentwicklung
| Jahr      | 1962 | 1968 | 1975 | 1982 | 1990 | 1999 | 2006 | 2012 |
| Einwohner | 1750 | 1789 | 1674 | 1701 | 1727 | 1810 | 2055 | 2174 |

## Baudenkmäler
Siehe: Liste der Monuments historiques in La Barre-de-Monts

## Persönlichkeiten
- Claude Auclair (1943–1990), Comiczeichner